# Zontecomapan
Zontecomapan är en ort i Mexiko.   Den ligger i kommunen Tetela de Ocampo och delstaten Puebla, i den sydöstra delen av landet, 150 km öster om huvudstaden Mexico City. Zontecomapan ligger 2 257 meter över havet och antalet invånare är 453.
Terrängen runt Zontecomapan är bergig åt nordväst, men åt sydost är den kuperad. Runt Zontecomapan är det ganska tätbefolkat, med 65 invånare per kvadratkilometer. Närmaste större samhälle är Tetela de Ocampo, 8,3 km sydväst om Zontecomapan. I omgivningarna runt Zontecomapan växer i huvudsak städsegrön lövskog.